# La Roque-Gageac
La Roque-Gageac ist eine französische Gemeinde mit 439 Einwohnern (Stand 1. Januar 2022) und liegt in der Région Nouvelle-Aquitaine im Département Dordogne, landschaftlich im Périgord und unmittelbar am Ufer der Dordogne. Sie ist berühmt für ihre reizvolle Lage am Fuß einer hoch aufragenden, nach Süden ausgerichteten Felsklippe in einer Schleife der Dordogne. La Roque-Gageac wird touristisch geschätzt als Teil eines der schönsten Abschnitte des Dordogne-Tals, für ihr nahezu mediterranes Klima und ihre tropische Vegetation. Die Gemeinde ist als eines der Plus beaux villages de France (Schönste Dörfer Frankreichs) klassifiziert. Die Bewohner werden die Laroquois genannt.

## Geschichte
Die klimatisch bevorzugte Lage wurde bereits in der Prähistorie entdeckt und dementsprechend besiedelt. Davon zeugen zahlreiche Artefakte aus dem Neolithikum, die man im Boden von Gärten und Feldern gefunden hat. Der gallo-römische Zeitraum und jener der „Pax Romana“ (ebenfalls „Pax Augusta“ genannt) wies eine umfangreiche Besiedlung der sanften Hügel im Osten des Dorfes auf, durch die auch eine Römerstraße führte.
Um die Mitte des ersten Jahrtausends unserer Zeitrechnung mussten sich die Bewohner des Périgords vor den kriegerischen Einfällen der Normannen, Sarazenen und anderen marodierenden Horden schützen. Daher wurden die einige Etagen über dem Talgrund eingeschnittenen Aushöhlungen und Abris in den steilen Felswänden der Flusstäler der Vézère, Dordogne und deren Zuflüsse genutzt und ausgebaut. So ist für das 8. Jahrhundert die Entstehung der troglodytischen Besiedlungen der Steilfelsen von La Madeleine nachgewiesen, oder auch der Steilwand von La Roque Saint-Christophe, beide im Tal der Vézère. Durch ihre Höhenlage ließen sich ihre oft umständlichen Zugänge verhältnismäßig leicht verteidigen. Es ist anzunehmen, dass derartige Behausungen schon in weitaus früheren Zeiten genutzt wurden.
Die Klippen von La Roque-Gageac waren wegen ihrer Orientierung in südliche Himmelsrichtungen besonders begehrt und weisen daher eine Menge solcher Höhlenunterkünfte auf, die oftmals mit in den Fels getriebenen Gängen untereinander verbunden sind.

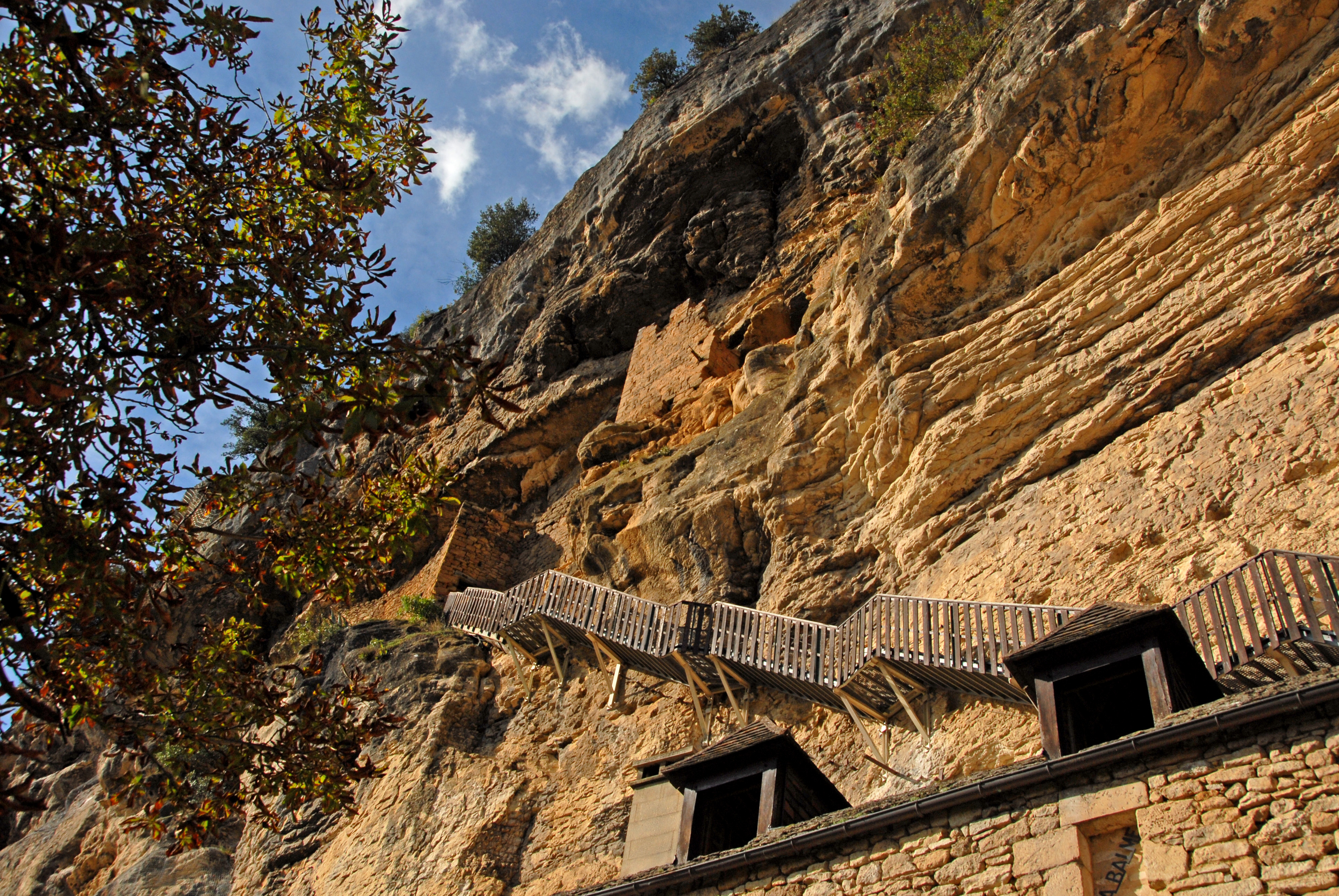
La Roque-Gageac, aufwärts zum Fort troglodytique

Im Jahr 850 begannen für La Roque-Gageac die Jahre der Unsicherheit, insbesondere ausgelöst durch die Einfälle der Normannen mit ihren seetüchtigen Drakkars. Diese Umstände forderten von der Bevölkerung, sich zu schützen und die Siedlung zwischen Steilküste und Ufer zu befestigen.
Im Mittelalter des 12. Jahrhunderts wurde aus ehemaligen Behausungen in größerer Höhe, nach entsprechenden Erweiterungen und Verstärkungen, ein Fort troglodytique, eine Höhlenfestung. Die kleine Dorfkirche stammt aus der Spätromanik gegen Ende des 12. Jahrhunderts. Ihre Fassade wurde im 17. Jahrhundert erneuert.

Im Hundertjährigen Krieg (1339–1453), gefolgt von den Religionskriegen (1562–1598), war La Roque Gageac ein stark befestigter Ort von hoher Bedeutung mit immerhin 1.500 Bewohnern, dreimal so viel wie heute. Aus dieser Zeit stammt der größte Teil der derzeitigen Struktur des Dorfes, inklusive seiner befestigten Felsbehausungen und seiner Höhlenfestung. Noch im 17. Jahrhundert hat man Letztere nochmals verstärkt, bevor sie im 18. Jahrhundert geschleift wurde. 

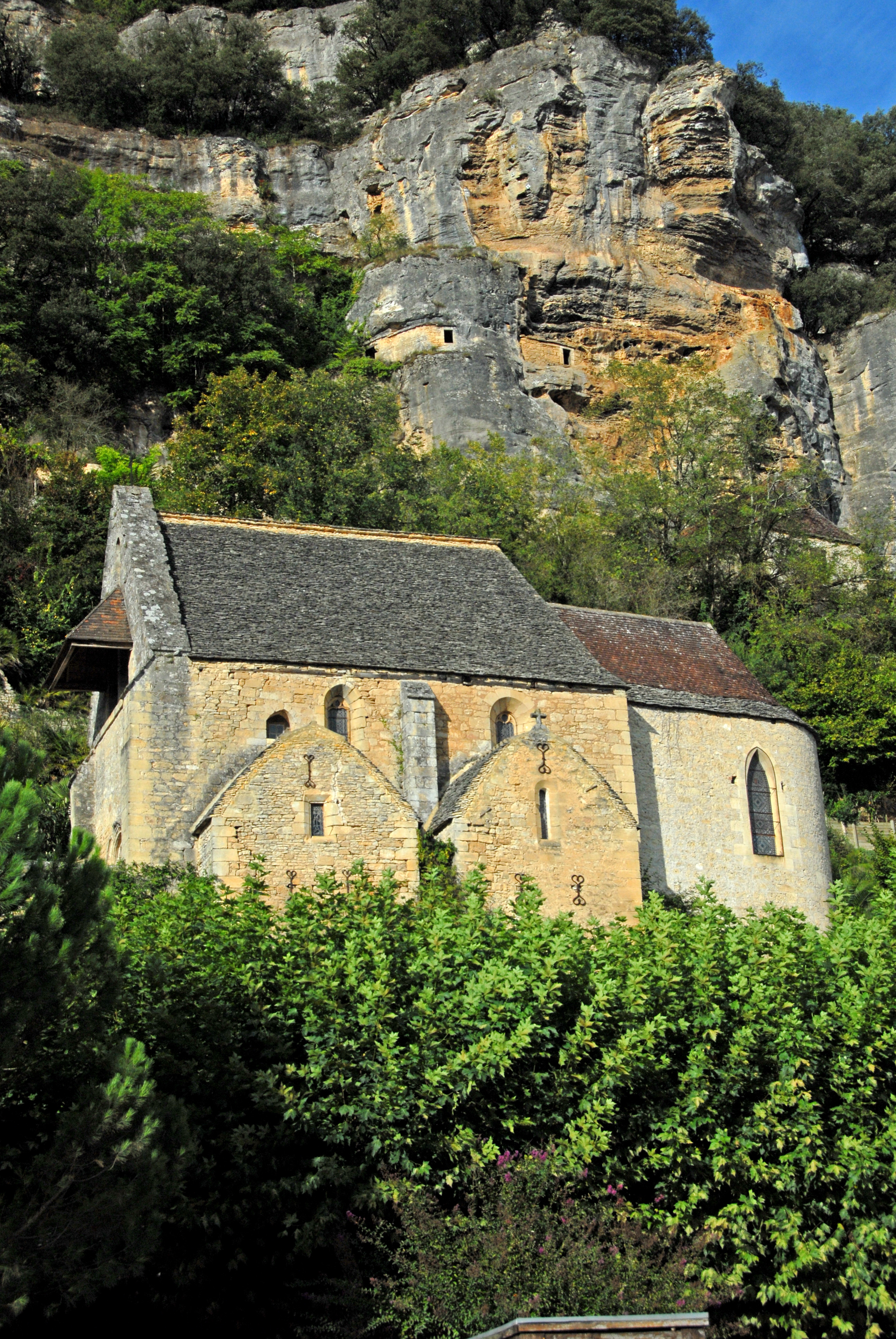
Die Dorfkirche

Ein einzeln erhaltener Turm ist Überbleibsel eines größeren Gebäudes, des ehemaligen Palais der Bischöfe von Sarlat, die damals schon die Lage der Ortschaft für ihre Zwecke zu schätzen wussten.
In der Epoche der Renaissance (15.–16. Jahrhundert) wurde das Dorf baulich verschönert.
Das Manoir de Tarde erinnert an diese Zeit und an seine ehemaligen Eigentümer, die der Adelsfamilie de Tarde. Ihr entstammen zwei in Frankreich berühmte Persönlichkeiten, der Chorherr und Humanist Jean de Tarde (1561–1636), Historiker, Kartograph, Astronom und Mathematiker, er galt als einer der gelehrtesten Männer seiner Zeit, und der Soziologe Gabriel de Tarde (1843–1904).
Bis Anfang des zwanzigsten Jahrhunderts spielte die Binnenschifffahrt auf der Dordogne und La Roque-Gageac als Handelsplatz eine wichtige Rolle. Diese wurde ermöglicht durch kommerziellen Verkehr unter Einsatz traditioneller Schiffe mit flachem Boden, den sogenannten Gabarres und ergänzt durch Fischerei auf diesem fischreichen Fluss.
Am oberen Ende der Steilwand ist eine größere helle Verfärbung zu erkennen, die an das schreckliche Unglück im Jahr 1957 erinnert. Damals löste sich ein riesiger Felsüberhang und stürzte in die Tiefe. Seine Trümmer begruben einen Teil des Dorfes unter sich. Sechs Häuser wurden bis auf ihre Grundmauern zerstört, andere erlitten Beschädigungen. Die Straße blieb zwei Jahre lang gesperrt. Im Dorf ist heute davon nichts mehr zu erkennen. Die zerstörten Häuser hat man im Aussehen der alten erneuert, die Beschädigungen wurden beseitigt.

### Bevölkerungsentwicklung
| Jahr                       | 1962 | 1968 | 1975 | 1982 | 1990 | 1999 | 2007 | 2018 |
| Einwohner                  | 406  | 357  | 373  | 404  | 647  | 449  | 416  | 426  |
| Quellen: Cassini und INSEE |      |      |      |      |      |      |      |      |

## Sehenswürdigkeiten

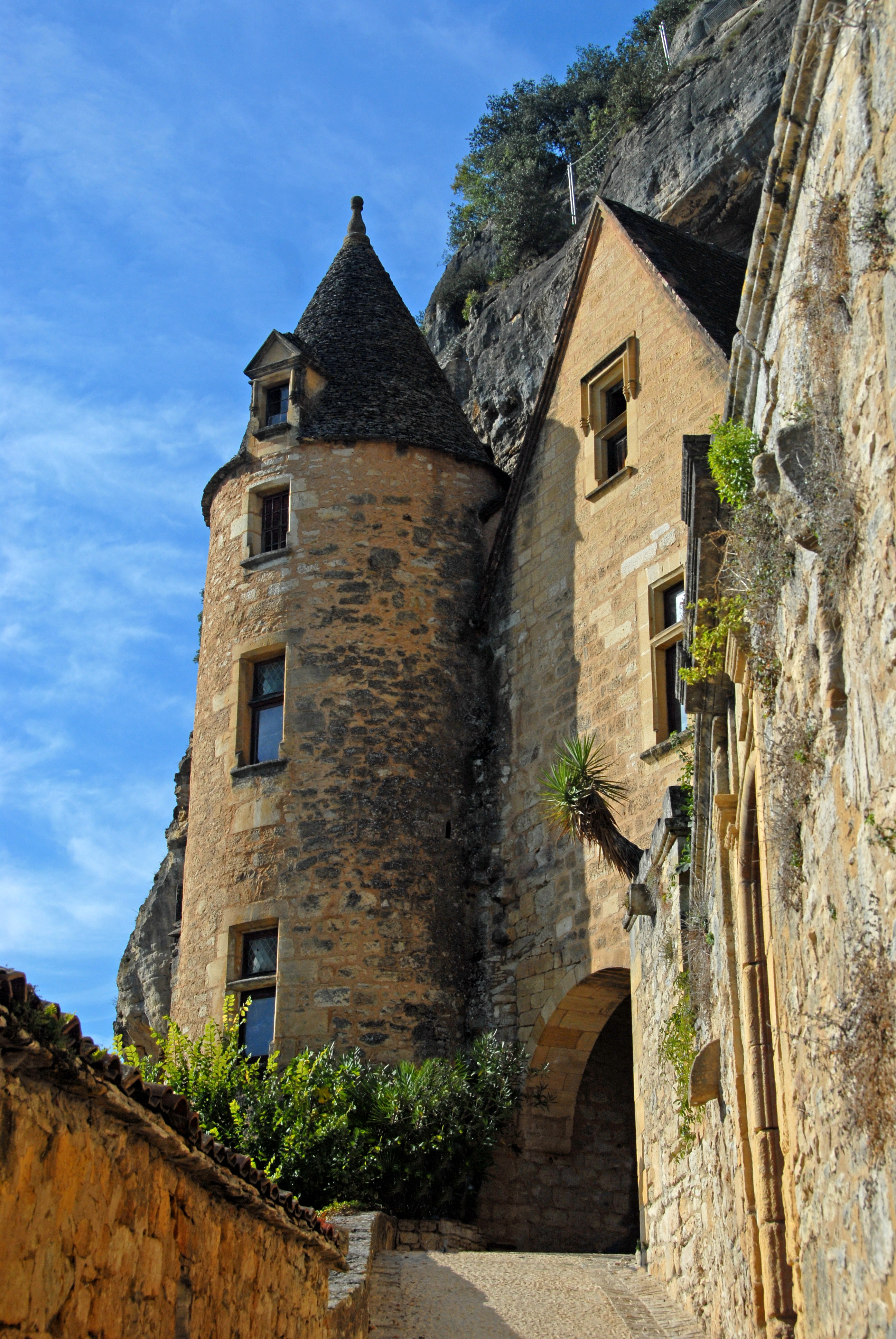
La Roque-Gageac, Manoir de Tarde, mit Durchgang

### Lage
Zwischen Dordogne und der senkrecht aufsteigenden Felsklippe „eingezwängt“ reihen sich die jüngeren Häuser des Ortes an der schmalen Uferstraße auf. Die übrigen meist älteren Häuser staffeln sich auf schmalen Terrassen, in zwei bis vier Stufen hinter- und übereinander. Die obersten Häuser stoßen teilweise gegen den Fels. Die zwischen ihnen verbindenden Gässchen und Treppen schließen Fahrzeuge aus. Hier mischten sich Häuser der Bauern und Handwerker mit den Manoirs betuchter Bürger. Das Ensemble von La Roque-Gageac beeindruckt Besucher von jeder Seite aus, allerdings wird allgemein der Anblick von Westen, bei untergehender Abendsonne, als der schönste beschrieben. Den weiträumigsten Überblick über Dorf und Tal bietet sich vom Vorplatz der über den Häusern des Dorfes gelegenen Kirche. Von hier kann eine der eindrucksvollsten und geschichtsträchtigsten Festungen des Périgords, die Burg Castelnaud, gesehen werden.

### Manoir de Tarde
Das Herrenhaus aus der Renaissance besteht aus einem zylindrischen möglicherweise noch älteren Turm, der heute als Wohnturm genutzt wird, mit drei Geschossen und großen Fenstern nach Süden. Er wird flankiert von einem Wohntrakt mit spitzem Giebel und Kreuzstockfenstern. Unter dem Wohntrakt führt die mittlere Hauptgasse des Dorfs hindurch, über einen Durchlass, der von Rundbögen und einem Tonnengewölbe überdeckt wird. Vermutlich gehörte dieses Tor zu einer ehemaligen Befestigung des Dorfs.

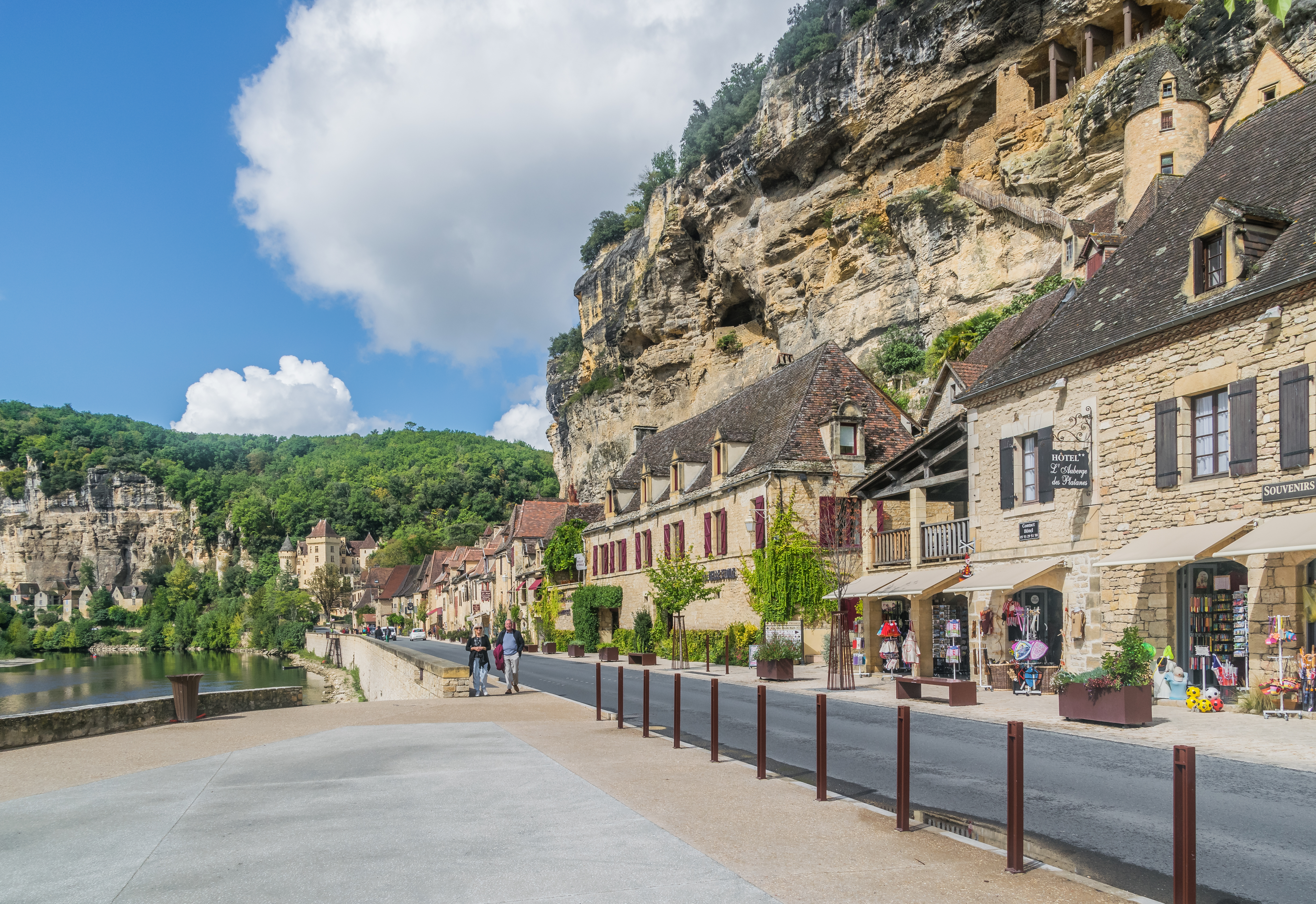
Uferzeile von La Roque-Gageac

### Kirche
Das schlichte spätromanische Gebäude überragt die Häuser des Dorfes. Es besteht aus einem Schiff mit zwei Jochen und einer im Osten anschließenden halbkreisförmig abgerundeten Chorapsis. Das Schiff wurde einmal auf der Südseite um zwei Kapellen erweitert, deren Breite jeweils fast die ganze Jochbreite einnimmt. Die im 17. Jahrhundert erneuerte Westwand besitzt in ihrem Giebel einen Durchbruch mit Rundbogen, in dem eine Glocke hängt. Kurz darunter ist ein kleines hölzernes Vordach in Form eines Walmdachs angebracht, das zwei rechteckige Wanddurchbrüche überdeckt. Auf dem Vorplatz der Kirche ist ein betagtes steinernes Kreuz aufgerichtet, dessen Balken einfach profiliert sind.

### Schloss der Bischöfe von Sarlat
Von ihm ist nur ein einzeln stehender Turm erhalten, nicht weit vom Manoir de Tarde.

### Höhlenfestung
Die Überreste des vom 12. bis 18. Jahrhunderts bestehenden Fort troglodytique kann man heute wieder besichtigen, aber erst nach Überwindung von immerhin 140 Treppenstufen, die außen vor der senkrechten Felswand angebracht sind. Die Befestigungsanlagen bestanden überwiegend aus den troglodytischen Höhlungen, wie Abris und Höhlengänge, die mit massiven Steinmauern nach außen hin abgeschlossen waren.

### Exotischer Garten
Wenn man die Uferstraße verlässt und über eine steil ansteigende Treppe in die mittelalterlich geprägte Szenerie des Dorfes eindringt, taucht man schon bald in eine grüne und – je nach Jahreszeit – farbig blühende Oase ein, in eine mediterran oder gar tropisch anmutende Vegetation, die derjenigen der Côte d’Azur sehr nahekommt und eine dem französischen Midi ähnliche Atmosphäre erzeugt. Der Weg nach oben ist mit intensivem Grün der exotischen Pflanzen derart überwuchert, dass es hier trotz intensiver Sonnenstrahlung dämmrig erscheint. An der höchsten Stelle des Dorfes erreicht man die Kirche, deren Terrasse sich inmitten des Jardin Exotique befindet. La Roque-Gageac wird deshalb gemeinhin als „Kleines Nizza“ des Périgord bezeichnet.

Vegetation
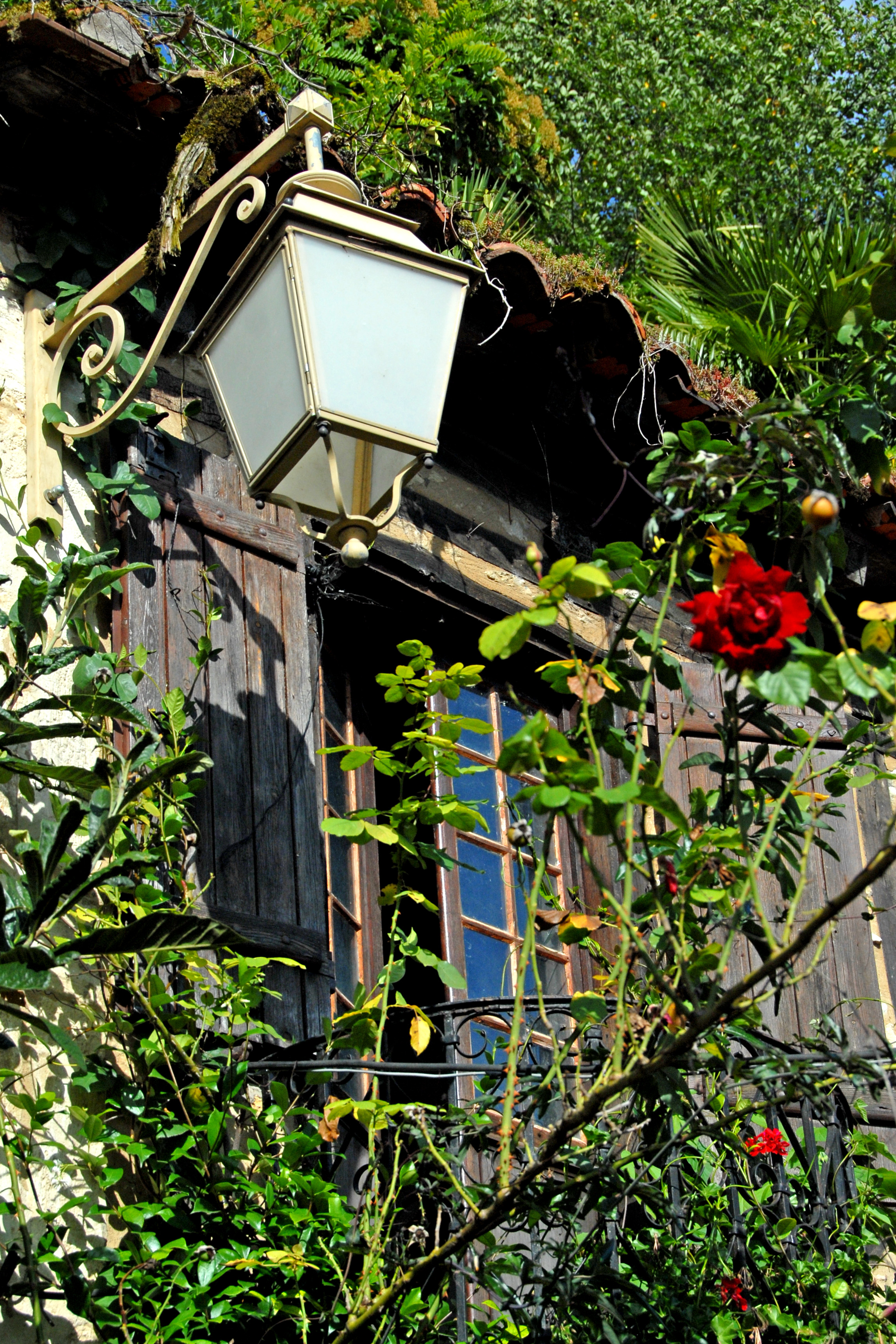
Überwuchertes Fenster
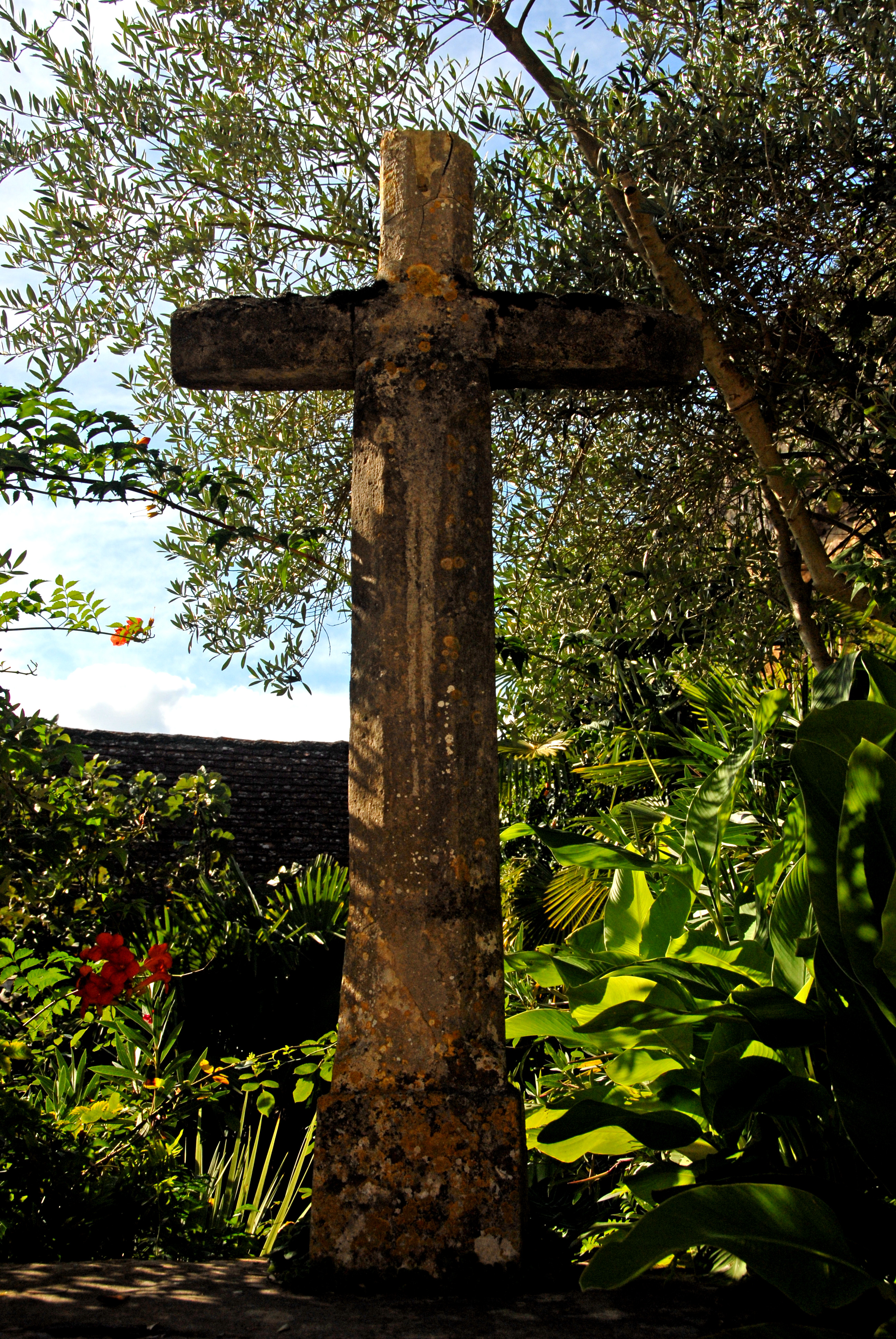
Steinkreuz im Jardin- exotique
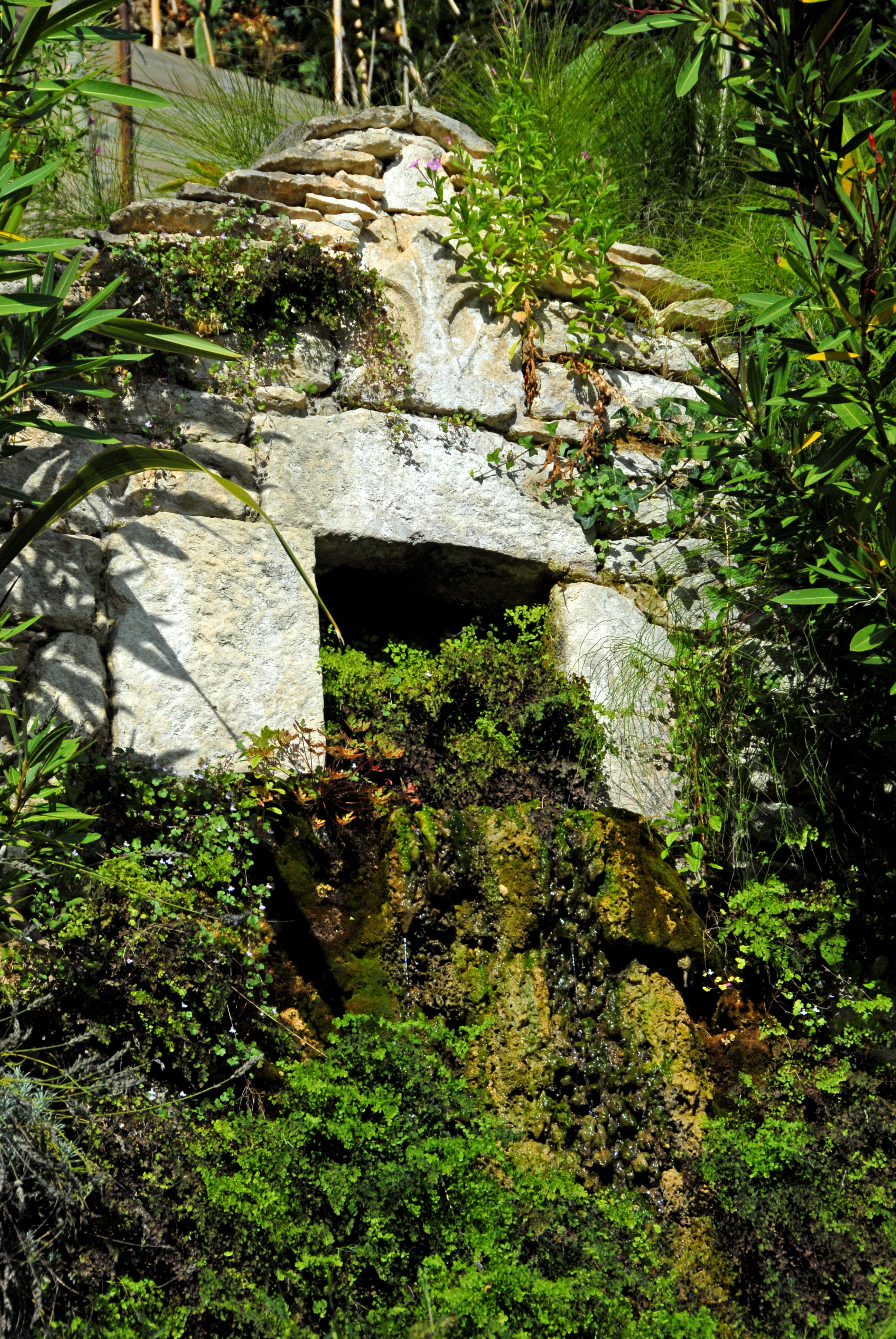
Pflanzenbrunnen
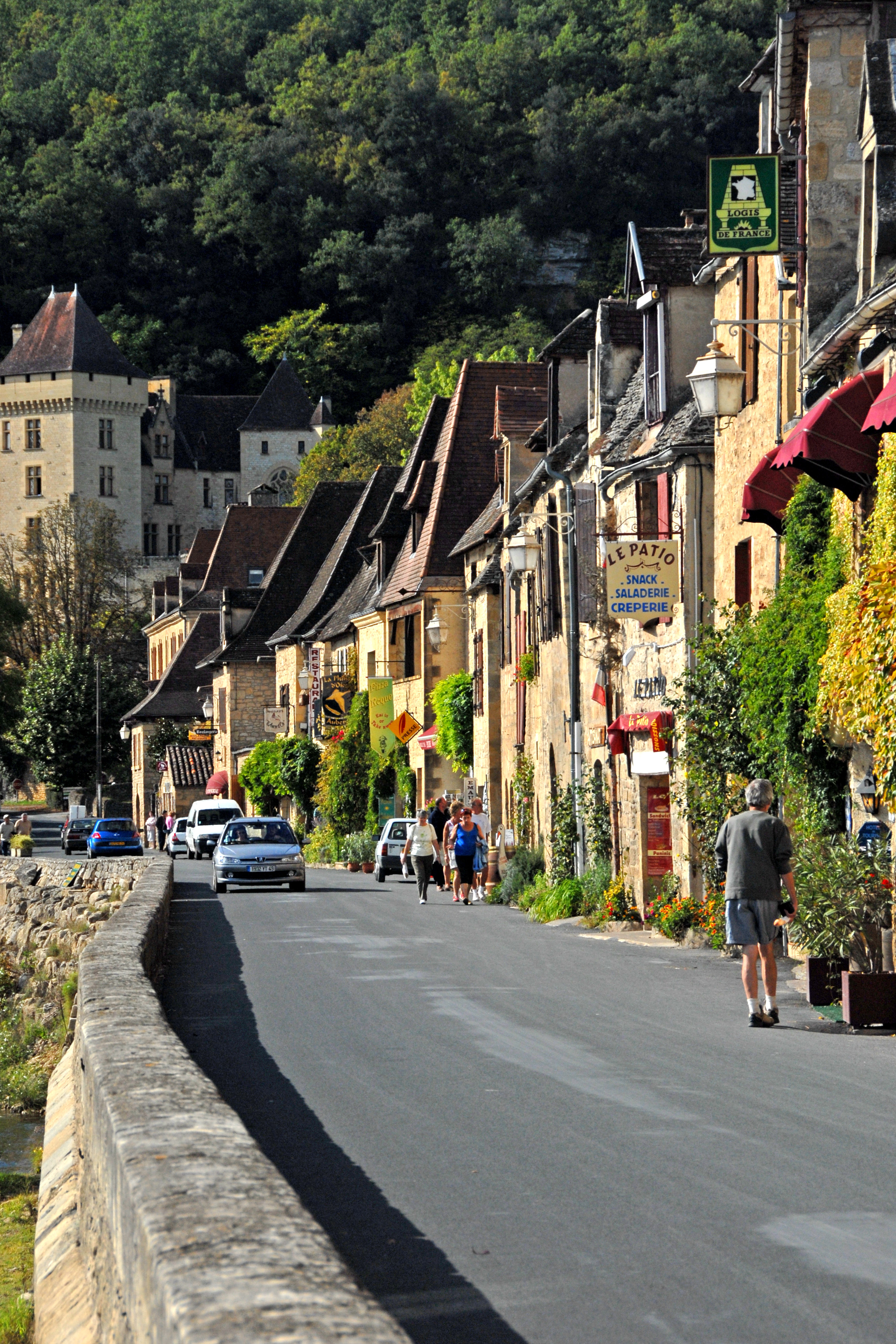
Uferstraße

Die Ausrundung und südliche Orientierung der hohen Felsklippe wirkt als Wärmespeicher, der die intensive Sonnenstrahlung auf die Ortschaft und ihre Gärten zu ihren Füßen konzentriert und gleichzeitig die von ihr aufgefangene Wärmeenergie langfristig speichert und an die Umgebung weitergibt. Außerdem lenkt der Fels kühle Winde vom Dorf ab. Zusammen mit dem nahen Fluss, und der von ihm mit Feuchtigkeit angereicherten Luft, ergeben sich äußerst günstige mikroklimatische Verhältnisse für eine mediterrane bis tropische Vegetation.
In La Roque-Gageac gedeihen unter anderem folgende Pflanzen und bringen ihre Früchte weitgehend zur Reife:
- Palmen: zahlreiche Arten und Größen
- Oleander (Nerium oleander), auch Rosenlorbeer genannt: die ganz großen Varianten
- Palmfarne (Cycadales): verschiedene Arten
- Keulenlilien (Cordylines australis)
- Yuccas (Agavengewächse)
- Tintenfisch-Aloe (Aloe arborescens)
- Riesenbambus (Phyllostachys heterocycla)

Folgende Pflanzen mit Nutzfrüchten wachsen in der Region:
- Bananen (Musa): großwüchsige Arten
- Granatapfel oder Grenadine (Punica granatum)
- Zitronen oder Limonen (Citrus)
- Orangen oder Apfelsinen (Citrus aurantium)
- Oliven oder Echter Ölbaum (Olea europaea)
- Wollmispel (Eriobotrya japonica)
- Chinesische Strahlengriffel oder Kiwis (Actinidia chinensis var. deliciosa)

Folgende Blühpflanzen können in der Region gefunden werden:
- Mimosen (Mimosa)
- Schlafbaum oder Seidenbaum (Albizzia julibrissin)
- Jasmin oder Echter Jasmin  (Jasminum officinale)
- Passionsblume (passiflora)
- Hibiskus oder Eibisch (Hibiscus)
- Bugainvillea

Außerdem entwickelt sich in den felsigen Steilhängen eine sukkulente Flora:
- Agaven (Agave): großwüchsige Arten
- Echte Aloe (Aloe vera)
- Feigenkakteen oder Opuntien (Opuntia ficus-indica)

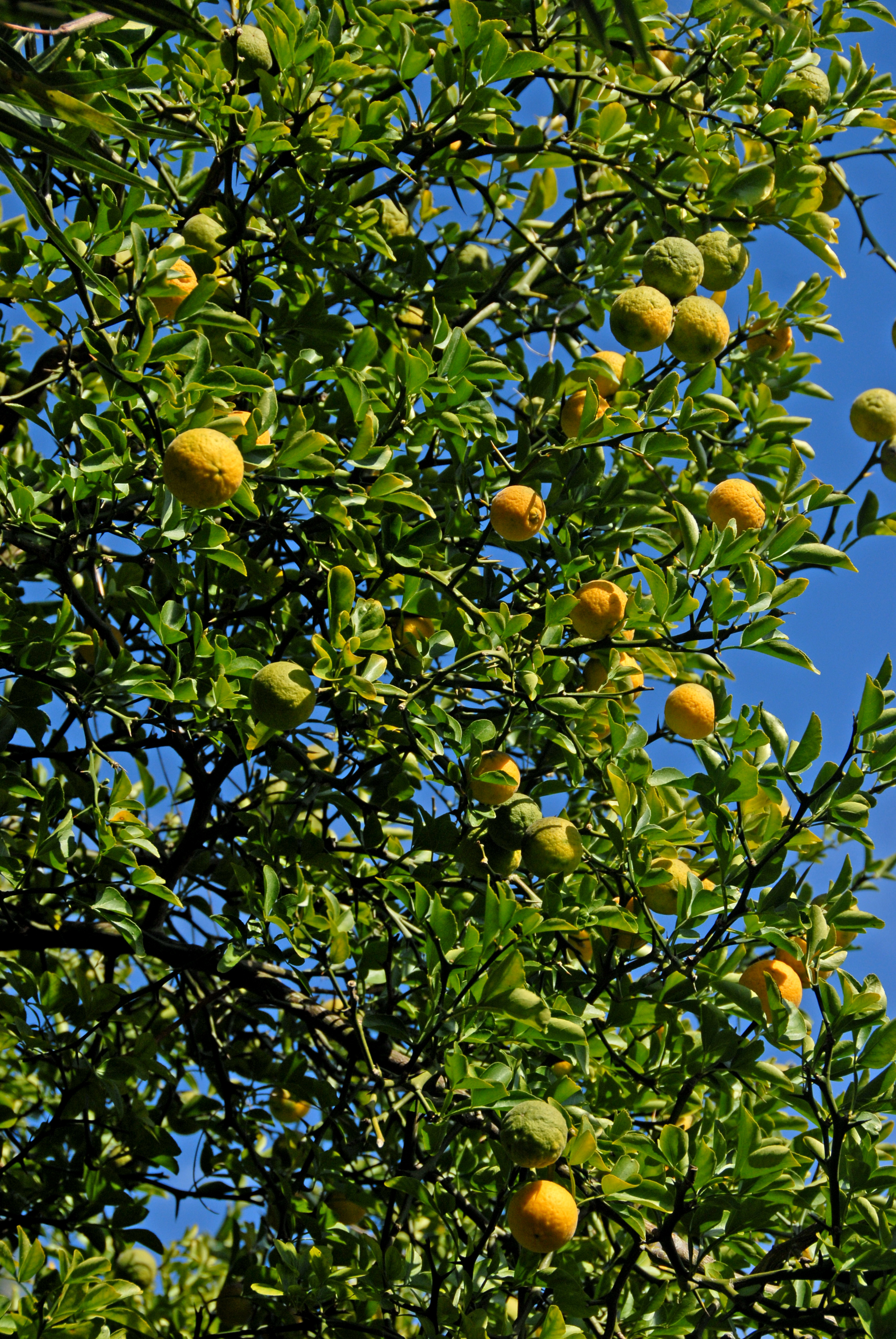
Zitronen
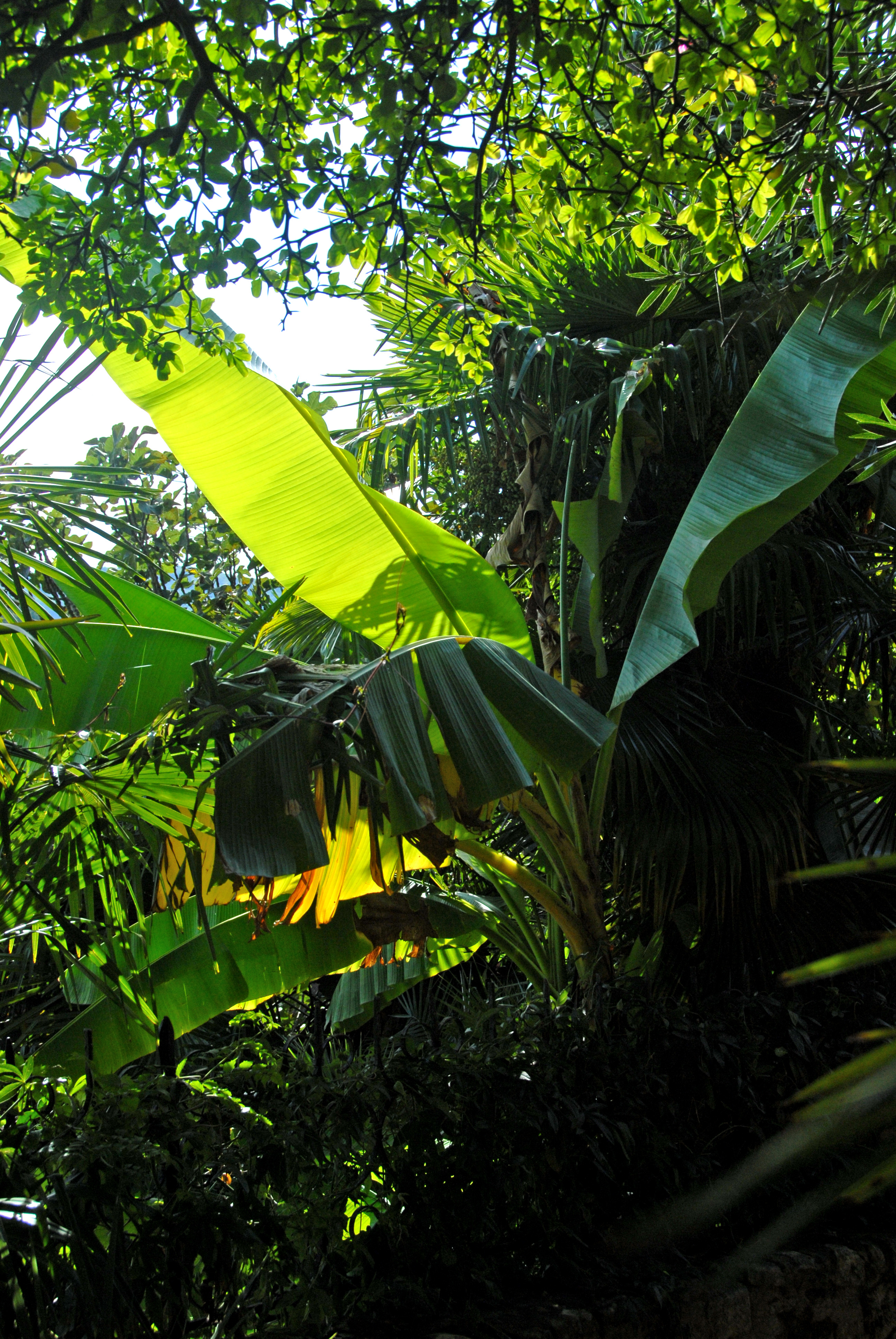
Bananen
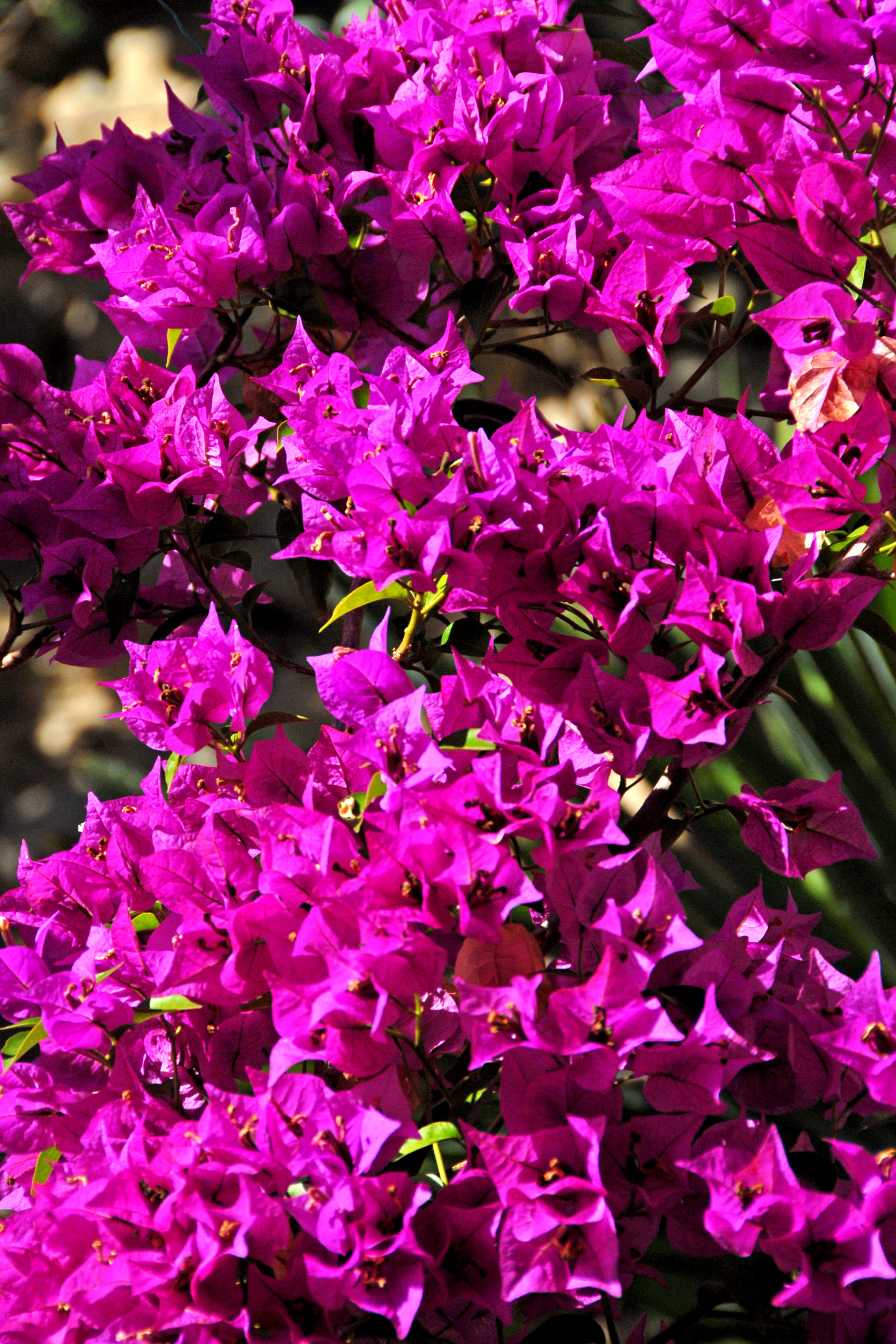
Blütenpracht, Bugainvillea
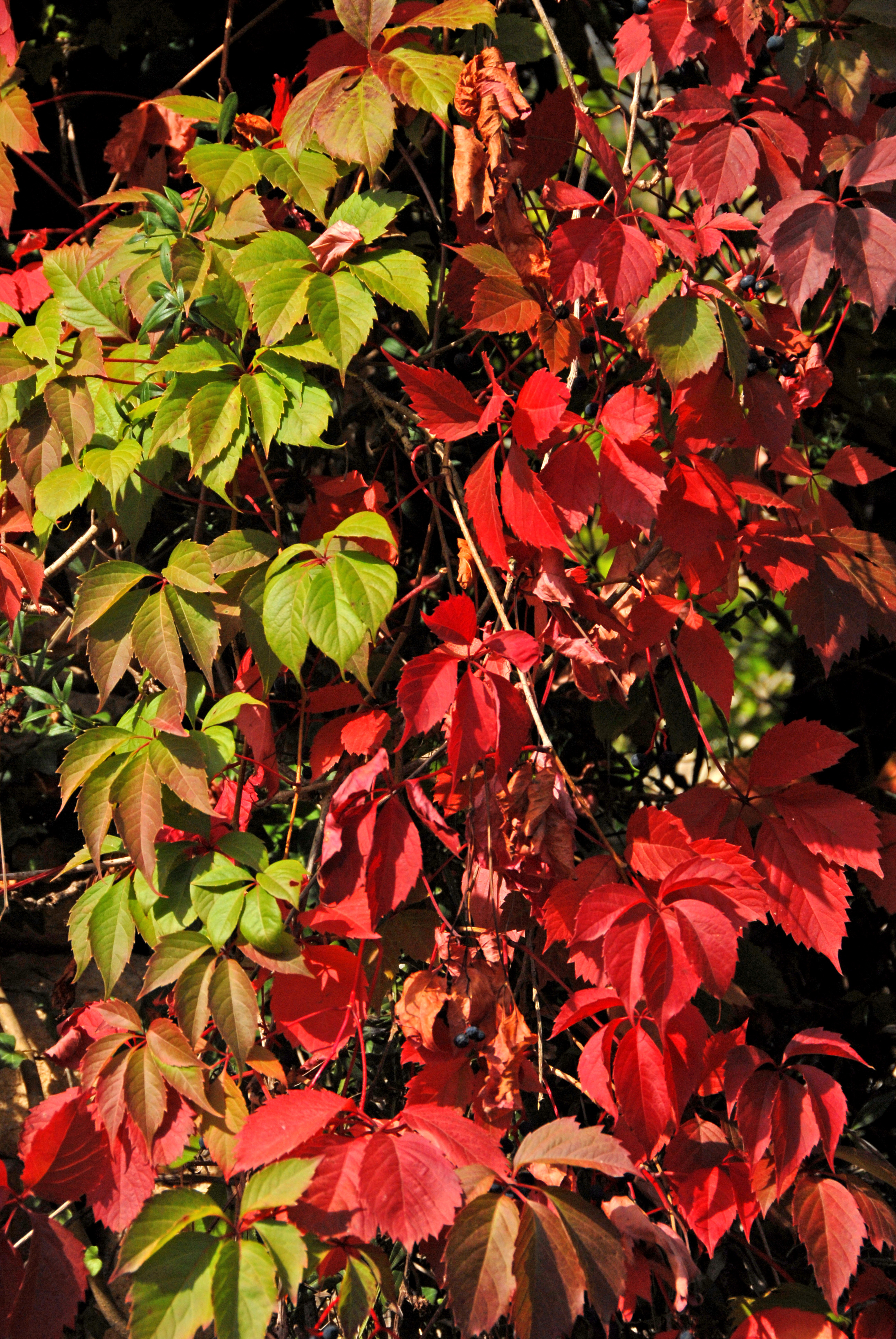
Wilder Wein
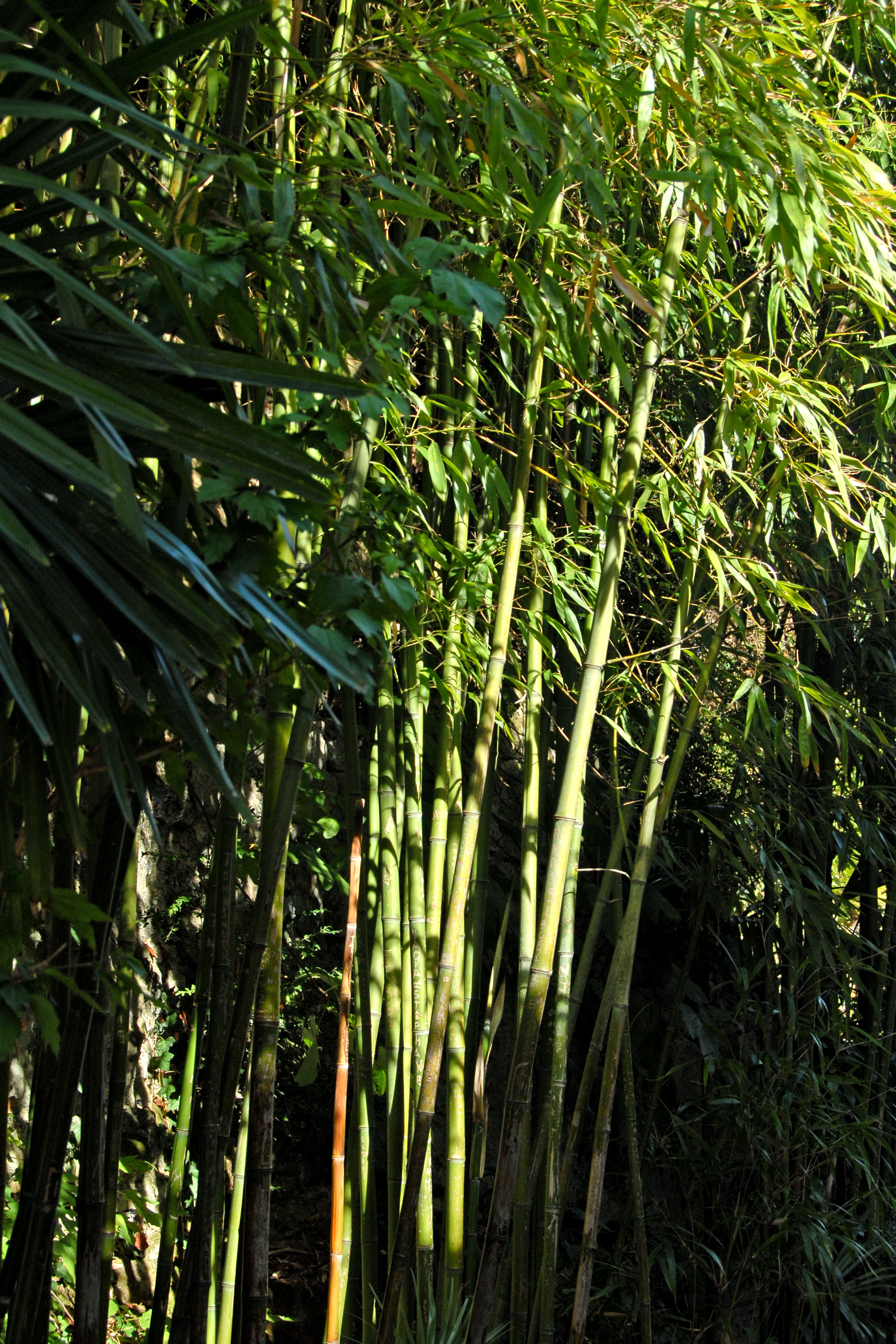
Riesenbambus

## Literatur

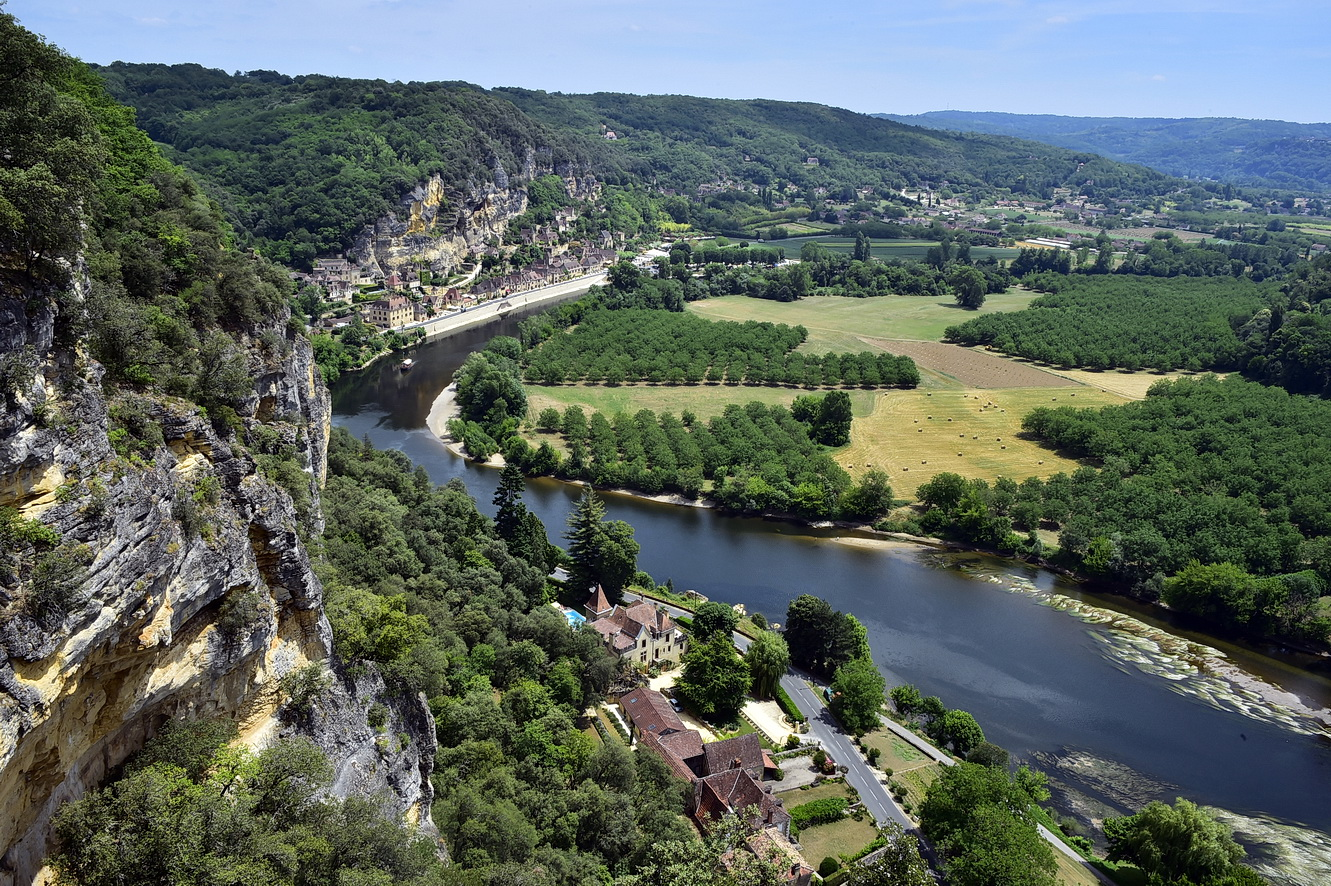
La Roque-Gageac aus Richtung der Gärten von Marqueyssac